# 1915 en Saskatchewan
Chronologie de la Saskatchewan
- 1911
- 1912
- 1913
- 1914
- 1915
- 1916
- 1917
- 1918
- 1919

Cette page concerne des événements d'actualité qui se sont produits durant l'année 1915 dans la province canadienne de la Saskatchewan.

## Politique
- Premier ministre : Thomas Walter Scott
- Chef de l'Opposition :
- Lieutenant-gouverneur : George William Brown puis sir Richard Stuart Lake
- Législature :

## Naissances
- 3 mai : Stewart Edward (Stu) Hart (né à Saskatoon - décédé le 16 octobre 2003) était un lutteur professionnel (catcheur), promoteur et entraîneur de lutte professionnelle et une personnalité du monde de la lutte professionnelle/catch au Canada.

- 20 septembre : James Merritt Harrison (né à Regina - mort le 6 juillet 1990) est un scientifique et fonctionnaire canadien. Il est l'un des fondateurs de l'Union internationale des sciences géologiques, dont il sera le premier président de 1961 à 1964. De 1966 à 1968, il est président du Conseil international pour la science.

- 19 octobre : Lude Wareing (né à Regina) est un joueur professionnel de hockey sur glace canadien.

- 30 novembre : Henry Taube (né à Neudorf - 16 novembre 2005 à Palo Alto, Californie) était un chimiste canadien naturalisé américain. Il est récipiendaire du prix Nobel de chimie de 1983.